# 7Princess
7Princess（7姫あるいは7公主、7공주）は、大韓民国の7人組少女歌手グループ。

## 概要
2003年11月に幼稚園児と小学生の7人で結成。
2004年11月発売の『Love Song』（原曲はエドワード・エルガー作曲「愛の挨拶」）がヒット。メンバーチェンジを繰り返した後、2009年に解散した。
結成の動機は着信メロディの歌を担当した子役達（通称「Coloring-Baby」）の人気に便乗したものである。※韓国では着信メロディを「color ring」と呼ぶ。
元メンバーのイ・ヨンユは2017年のオーディション番組「アイドル学校」に参加した。
2018年3月、JTBC『シュガーマン2』で一日限りの再結成をした。

## メンバー

### 1期
- パク・チュミ
- キル・ヨルム
- ジョン・ヒェウォン
- イ・ヨンユ（朝鮮語版）
- ファン・セヒ
- オ・ソヨン（現オ・イニョン）[5]
- キム・ソンリョン

## ディスコグラフィ

### 正規アルバム
- 『겨울... 봄, 여름, 가을』2004年11月25日 ※『Love Song』収録
- 『Princess Diary』2005年12月6日

### スペシャルアルバム
- 『상상의 마법 7공주 율동나라』2005年6月11日
- 『OST Remember』2009年10月1日

### シングル
- 『아자아자 화이팅』2006年3月17日